# Дари, Ашраф
Ашра́ф Дари́ (фр. Achraf Dari; род. 6 мая 1999, Касабланка) — марокканский футболист, защитник клуба «Аль-Ахли» и сборной Марокко.

## Клубная карьера
Дари — воспитанник клуба «Видад». В 2017 году он дебютировал в чемпионате Марокко. В составе клуба  Ашраф трижды выиграл чемпионат и завоевал Лигу чемпионов КАФ. Летом 2022 года Дари перешёл во французский «Брест», подписав контракт на 4 года. Сумма трансфера составила 2,7 млн. евро. 7 августа в матче против «Ланса» он дебютировал в Лиге 1. 21 августа в поединке против «Анже» Ашраф забил свой первый гол за «Брест». 

## Международная карьера
7 декабря 2021 года в матче Кубка арабских наций против сборной Саудовской Аравии Дари дебютировал за сборную Марокко. 
Свой первый мяч за национальную команду забил 17 декабря 2022 года в матче против сборной Хорватии за третье место на Чемпионате Мира в Катаре. 

## Достижения

### Командные
«Видад»
- Победитель чемпионата Марокко (3): 2018/2019, 2020/2021, 2021/2022
- Победитель Лиги чемпионов КАФ: 2021/2022

### Награды
- Офицер Ордена Трона (2022)[8]